# Lány 200 méteres pillangóúszás a 2010. évi nyári ifjúsági olimpiai játékokon
A 2010. évi nyári ifjúsági olimpiai játékokon az úszás lány 200 méteres pillangóúszás versenyszámát augusztus 16-án rendezték meg a Singapore Sports Schoolban.

## Előfutamok

### 1. Futam
| H  | P | Név                  | Nemzet          | Idő     | Mj |
| -- | - | -------------------- | --------------- | ------- | -- |
| 1. | 4 | Judit Ignacio        | Spanyolország   | 2:12.59 | Q  |
| 2. | 3 | Ambrus Diána         | Magyarország    | 2:13.88 | Q  |
| 3. | 2 | Thi Kim Tuyen Nguyen | Vietnám         | 2:15.53 |    |
| 4. | 6 | Patarawadee Kittiya  | Thaiföld        | 2:15.99 |    |
| 5. | 5 | Mayuko Okada         | Japán           | 2:18.72 |    |
| 6. | 7 | Ting Chen            | Tajvan          | 2:20.58 |    |
| 7. | 8 | So Lizar             | Puerto Rico     | 2:21.25 |    |
| 8. | 1 | Tieri Erasito        | Fidzsi-szigetek | 2:35.59 |    |

### 2. Futam
| H  | P | Név                   | Nemzet         | Idő     | Mj  |
| -- | - | --------------------- | -------------- | ------- | --- |
| 1. | 6 | Lena Kalla            | Németország    | 2:15.39 | Q   |
| 2. | 4 | Liu Lan               | Kína           | 2:15.51 | Q   |
| 3. | 5 | Stefania Pirozzi      | Olaszország    | 2:15.59 |     |
| 4. | 7 | Rachael Kelly         | Nagy-Britannia | 2:16.95 |     |
| 5. | 8 | Nesrine Khelifati     | Tunézia        | 2:20.67 |     |
| 6. | 1 | Annick Van Westendorp | Svájc          | 2:20.91 |     |
| 7. | 3 | Zoe Johnson           | Ausztrália     | 2:21.54 |     |
|    | 2 | Anna Schegoleva       | Ciprus         |         | DNS |

### 3. Futam
| H  | P | Név                  | Nemzet        | Idő     | Mj |
| -- | - | -------------------- | ------------- | ------- | -- |
| 1. | 4 | Kapás Boglárka       | Magyarország  | 2:11.97 | Q  |
| 2. | 5 | Alessia Polieri      | Olaszország   | 2:14.14 | Q  |
| 3. | 6 | Julia Gerotto        | Brazília      | 2:14.61 | Q  |
| 4. | 3 | Lindsay Delmar       | Kanada        | 2:14.86 | Q  |
| 5. | 1 | Julia Hassler        | Liechtenstein | 2:18.53 |    |
| 6. | 2 | Barbora Zavadova     | Csehország    | 2:18.55 |    |
| 7. | 7 | Arhatha Magavi       | India         | 2:32.91 |    |
| 8. | 8 | Karlene van der Jagt | Suriname      | 2:37.17 |    |

## Döntő
| H     | P | Név             | Nemzet        | Idő     | Mj |
| ----- | - | --------------- | ------------- | ------- | -- |
| Arany | 4 | Kapás Boglárka  | Magyarország  | 2:08.72 |    |
| Ezüst | 5 | Judit Ignacio   | Spanyolország | 2:10.11 |    |
| Bronz | 8 | Liu Lan         | Kína          | 2:11.94 |    |
| 4.    | 3 | Ambrus Diána    | Magyarország  | 2:12.90 |    |
| 5.    | 2 | Julia Gerotto   | Brazília      | 2:13.74 |    |
| 6.    | 1 | Lena Kalla      | Németország   | 2:14.11 |    |
| 7.    | 6 | Alessia Polieri | Olaszország   | 2:15.01 |    |
| 7.    | 7 | Lindsay Delmar  | Kanada        | 2:15.01 |    |

## Fordítás
Ez a szócikk részben vagy egészben  a   Swimming at the 2010 Summer Youth Olympics – Girls' 200 metre butterfly című angol Wikipédia-szócikk fordításán alapul.  Az eredeti cikk szerkesztőit annak laptörténete sorolja fel. Ez a jelzés csupán a megfogalmazás eredetét és a szerzői jogokat jelzi, nem szolgál a cikkben szereplő információk forrásmegjelöléseként.